# Team Raleigh-GAC/Saison 2015
Dieser Artikel listet Erfolge und Fahrer des Radsportteams Raleigh-GAC in der Saison 2015 auf.

## Abgänge – Zugänge
| Zugänge          | Team 2014              | Abgänge                       | Team 2015                    |
| ---------------- | ---------------------- | ----------------------------- | ---------------------------- |
| Karol Domagalski | Caja Rural-Seguros RGA | Matthieu Boulo                | Bretagne-Séché Environnement |
| Steven Lampier   | Giordana Racing Team   | Alexandre Blain               | Marseille 13 KTM             |
| Bradley Morgan   | Giordana Racing Team   | George Atkins                 | ONE Pro Cycling              |
| Calvin Beneke    | Team Europcar SA       | Yanto Barker                  | ONE Pro Cycling              |
| Andrew Hawdon    | Neoprofi               | Mark Christian                | Team Wiggins                 |
| Samuel Lowe      | Neoprofi               | Joseph Perret                 | Unbekannt                    |
| Matti Manninen   | Neoprofi               | Matti Manninen (bis 24. März) | Team Bliz-Merida             |
| George Pym       | Neoprofi               |                               |                              |

## Mannschaft
| Name             | Geburtsdatum      | Nationalität           |
| ---------------- | ----------------- | ---------------------- |
| Calvin Beneke    | 24. Dezember 1991 | Südafrika              |
| Karol Domagalski | 9. August 1989    | Polen                  |
| Andrew Hawdon    | 3. Mai 1976       | Vereinigtes Königreich |
| Morgan Kneisky   | 31. August 1987   | Frankreich             |
| Steven Lampier   | 2. März 1984      | Vereinigtes Königreich |
| Sam Lowe         | 20. Januar 1994   | Vereinigtes Königreich |
| Matti Manninen   | 20. Juli 1992     | Finnland               |
| Bradley Morgan   | 17. April 1994    | Vereinigtes Königreich |
| Evan Oliphant    | 8. Januar 1982    | Vereinigtes Königreich |
| George Pym       | 30. Mai 1994      | Vereinigtes Königreich |
| Liam Stones      | 23. Juli 1989     | Vereinigtes Königreich |
| Ian Wilkinson    | 14. April 1979    | Vereinigtes Königreich |